# Бочкарёв, Иван Петрович
Иван Петрович Бочкарёв (Русские Чукалы, Шамкинская волость, Буинский уезд, Симбирская губерния — январь 1920, Саратов, РСФСР) — герой Гражданской войны в России. Кавалер ордена Красного Знамени (1918).

## Биография
Бочкарёв Иван Петрович родился в деревне Русские Чукалы Шамкинской волости Буинского уезда Симбирской губернии. Иван Петрович родился в семье русского крестьянина. Получил начальное образование. Работал на небольшом крестьянском наделе, в батраках у кулаков. Служил в императорской русской армии, участвовал в империалистической войне 1914—1918 годов. Октябрьская революция привела его к активной политической борьбе.
В начале августа 1918 года в пределы Буинского уезда вступили белогвардейцы. На своём коне поехал воевать Иван Петрович. В Алатыре отряд довооружился и получил задание охранять железнодорожный мост через Суру. За подвиги, проявленные в ходе наступлений на Царёво-Никольское, в сражении под хутором Парамоново, за добытые ценные разведданные начальник конной разведки И. П. Бочкарёв удостоен ордена Красного Знамени.
В Саратове сняли его, тифозного, с эшелона и поместили в госпиталь. Там же в начале января 1920 года он скончался.